# Acanthobrama lissneri
Acanthobrama lissneri е вид лъчеперка от семейство Шаранови (Cyprinidae). Видът е почти застрашен от изчезване.

## Разпространение
Разпространен е в Израел, Йордания, Палестина и Сирия.